# آفائو
آفائو (به انگلیسی: Afao) یک منطقهٔ مسکونی در ایالات متحده آمریکا است که در ساموآی آمریکا واقع شده‌است. آفائو ۱٫۴ کیلومتر مربع مساحت و ۱۸۸ نفر جمعیت دارد.